# Dan Netzell
Dan Netzell, född 1923 i Stockholm, död 11 november 2003 var en svensk backhoppare som representerade Djurgårdens IF (tidigare Enskede).

## Karriär
Netzell satte världsrekord i skidflygning med 135 meter i Heini Klopfer-backen  i Oberstdorf, 3 mars 1950, åtta meter längre än det tidigare rekordet som tysken Sepp Weiler satte samma år. Det började dåligt för Netzell i Oberstdorf. I första genomkörningen i backen föll han och skadade handen och förstörde ena skidan. Men Dan Netzell kom tillbaka tre dagar senare och satte ett världsrekord som "telegraferades ut över idrottsvärlden och skaffade Sveriges namn ytterligare ära, respekt och berömmelse" (enligt Idrottsboken).